# امرسون مویسیس کوستا
امرسون مویسیس کوستا (به پرتغالی: Emerson Moisés Costa) هافبک اهل برزیل است که در شهر ریودو ژانیرو و در تاریخ ۱۲ آوریل ۱۹۷۲ به دنیا آمده‌است.
امرسون مویسیس کوستا در تیم‌های فوتبال فلامینگو سابقهٔ حضور دارد.